# HC Olomouc
Le HC Olomouc est un club de hockey sur glace de la ville d'Olomouc en Tchéquie. L'équipe évolue dans le championnat de seconde division tchèque, la 1. liga. En 1994, l'équipe remporte le titre de champion de la première saison de l'Extraliga, la plus haute division tchèque.

## Historique
L'équipe est fondée en 1955 sous le nom de Spartak Moravia Olomouc alors que l'histoire du hockey sur glace dans la ville d'Olomouc date de 1929. Le Spartak prend la suite du Krídla vlasti Olomouc et fait partie du championnat de troisième division. Au bout d'une saison, le club monte en seconde division, seconde division que le club va connaître pendant un bon nombre de saisons.
À l'issue de la saison 1989-90, l'équipe parvient à rejoindre le championnat tchécoslovaque élite profitant du passage de la ligue à quatorze formations.
Au 1er janvier et à la suite de la partition de la Tchécoslovaquie, l'équipe rejoint le nouveau championnat élite tchèque. Lors de la première saison, le club, septième et avant-dernier du championnat surprend tout le monde en écartant tour à tour les équipes du HC České Budějovice (en trois matchs nets) et du HC Kladno, premiers à l'issue de la saison régulière et vainqueurs des deux premiers matchs de la demi-finale. Jiří Dopita est alors un des artisans du parcours de l'équipe. En finale, l'équipe rencontre celle du HC Pardubice qu'elle écarte en quatre matchs créant la surprise générale et remportant le premier titre de l'histoire de la nouvelle Extraliga.
À la suite de la saison 1997-98, l'équipe quitte l'Extraliga au profit de Karlovy Vary qui rachète la licence, rejoint la 1. liga et deux ans plus tard, le club vendant la licence pour évoluer en 1.liga ne possède plus d'équipe sénior professionnelle. Une nouvelle licence pour la 2.liga est achetée au club du Uherské Hradiště à la suite de la saison 2001-02 et en 2003 accède à la 1.liga à laquelle elle appartient toujours.

### Noms du club
Au cours des saisons, le club a porté différents noms :
- 1955 - Spartak Moravia Olomouc
- 1965 - TJ Moravia DS Olomouc
- 1979 - TJ DS Olomouc
- 1992 - HC Olomouc